# Hexathele taumara
Hexathele taumara är en spindelart som beskrevs av Forster 1968. Hexathele taumara ingår i släktet Hexathele och familjen Hexathelidae. Inga underarter finns listade i Catalogue of Life.